# Himantolophus

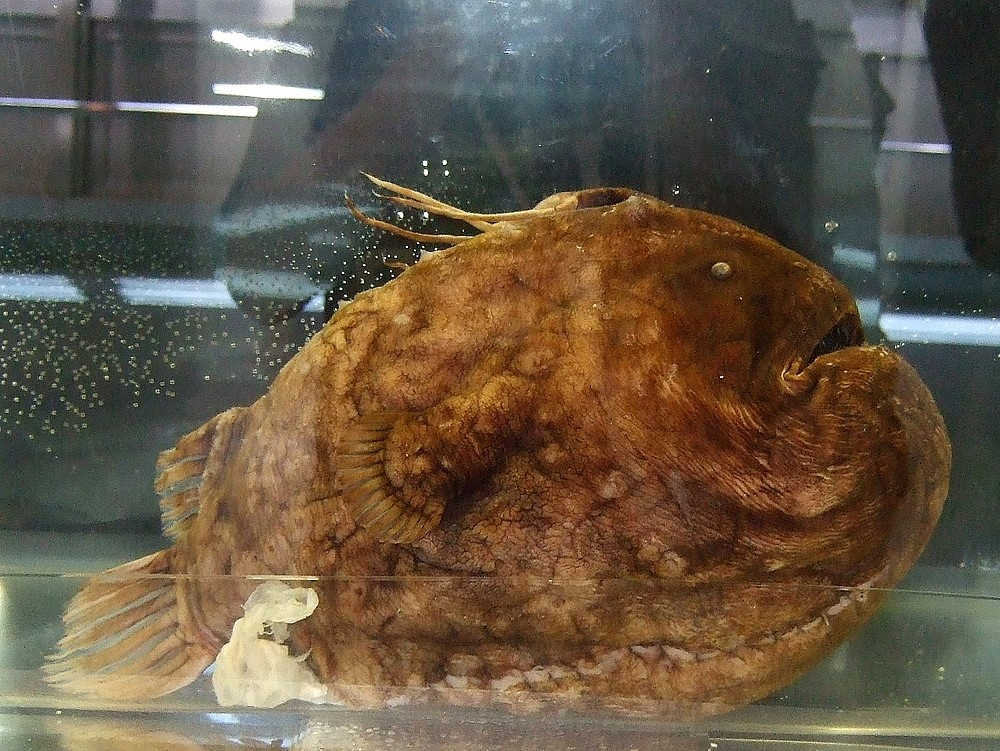
Himantolophus groenlandicus.

Himantolophidae, på svenska kallade fotbollsfiskar, är en familj av klotformiga djuphavsmarulkar (Ceratioidei) som återfinns i tropiska och subtropiska delar av Atlanten, Indiska Oceanen och Stilla Havet. Familjen består av drygt 20 arter, samtliga i släktet Himantolophus (från grekiska 'ιμαντος himantos "rem" och λοφος lofos "tofs", "hjälmbuske", "kam").

## Beskrivning
Som hos övriga djuphavsmarulkar är könsdimorfismen enorm. Honorna är klotformiga, från 25 till över 40 cm långa (som mest 45,7 cm), och deras utseende är anledning till de kallas fotbollsfiskar. Köttet är gelatinöst. De är karakteristiskt trubbnosade, med köttiga läppar, kraftig framträdande underkäke och relativt små tänder. De har vårtlika papiller på nos och underkäke och huvud och kropp är glest beströdda med kraftiga taggar som har en mycket bred bas. Illiciet ("metspöt", ryggfenans första ombildade fenstråle) sitter på nosen och är ganska kort och kraftigt med ett välutvecklat bioluminiscent "bete" (esca) i toppen.
Vuxna hanar är spolformiga och mäter bara 2,3-3,9 cm. Liksom hos andra djuphavsmarulkar lever de parasitiskt på honan; efter metamorfosen söker de upp en hona, biter sig fast och lever på hennes blod.
De är mörkbruna till svarta; honor av vissa arter har partier som är ljusare pigmenterade.

## Utbredning
Liksom de flesta familjer av djuphavsmarulkar har de en vid utbredning och återfinns i alla de tre stora världshaven, med de flesta fynd i ett bälte från 40°S till 40°N. Vuxna honor av H. groenlandicus har dock fångats norr om 65°N (dessa har troligtvis strövat utanför sitt egentliga utbredningsområde). Bara en art (H. appelii) har dock blivit funnen i alla tre världshaven och bara två arter till i två av dem. Nio av arterna har uteslutande fångats i Atlanten. De lever från ungefär 1000 m och djupare.

## Arter
21 arter listas på FishBase: 
- Himantolophus albinares Maul, 1961
- Himantolophus appelii (F. E. Clarke, 1878)
- Himantolophus azurlucens Beebe & Crane, 1947
- Himantolophus borealis Kharin, 1984
- Himantolophus brevirostris (Regan, 1925)
- Himantolophus compressus (Osório, 1912)
- Himantolophus cornifer Bertelsen & G. Krefft, 1988
- Himantolophus crinitus Bertelsen & G. Krefft, 1988
- Himantolophus danae Regan & Trewavas, 1932
- Himantolophus groenlandicus J. C. H. Reinhardt, 1837
- Himantolophus litoceras A. L. Stewart & Pietsch, 2010
- Himantolophus macroceras Bertelsen & G. Krefft, 1988
- Himantolophus macroceratoides Bertelsen & G. Krefft, 1988
- Himantolophus mauli Bertelsen & G. Krefft, 1988
- Himantolophus melanolophus Bertelsen & G. Krefft, 1988
- Himantolophus multifurcatus Bertelsen & G. Krefft, 1988
- Himantolophus nigricornis Bertelsen & G. Krefft, 1988
- Himantolophus paucifilosus Bertelsen & G. Krefft, 1988
- Himantolophus pseudalbinares Bertelsen & G. Krefft, 1988
- Himantolophus sagamius (S. Tanaka (I), 1918)
- Himantolophus stewarti Pietsch & Kenaley, 2011